# 市村鉄之助
市村 鉄之助（いちむら てつのすけ、安政元年（1854年） - 明治6年（1873年）?/明治10年（1877年）?）は、新選組隊士。

## 経歴
安政元年（1854年）、美濃大垣藩士・市村半右衛門の三男として生まれる。安政5年（1859年）、父が藩より追放され、親類のいる近江国国友村（現滋賀県長浜市）で育った。
慶応3年（1867年）、新選組の隊士全員が江戸幕府直参に取り立てられた後に行われた募集で兄の辰之助とともに14歳で入隊。辰之助は局長附として、鉄之助は両長抱を命じられた（島田魁『京都ヨリ会津迄人数』）。
慶応4年（1868年）1月の鳥羽・伏見の戦いにおいて旧幕府軍は薩長連合に敗北し、新選組も京を離れて江戸へ撤退するとこれに従い、その後は甲陽鎮撫隊として、甲斐で官軍と戦うが大敗し再度江戸へ退く。江戸帰還後は歩兵募集に従事する。なお、この頃に兄の辰之助は新選組を脱走している。流山で局長近藤勇が捕縛された後、残った隊士たちは会津、福島、仙台へと転戦し、そして蝦夷地へ到着する。
鉄之助は土方歳三の小間使として付き添い、土方から「頗る勝気、性亦怜悧」と評されている。明治二年（1869年）5月ころ、土方の命で遺品を託され、箱館から脱出。2ヵ月後に官軍の包囲を掻い潜り、土方の親戚・佐藤彦五郎家に到着した。鉄之助は約2年ほど佐藤家に滞在し、後に実家に帰って兄と再会した。菩提寺の全昌寺には市村家の親族が明治6年11月16日に亡くなったという記録があるが、鉄之助のことかは不明である。
一説によると、鉄之助は1877年の西南戦争に西郷軍として参加し、戦死したとも言われているが真偽のほどはわかっていない。（なお、同じく新選組の斎藤一は政府軍として参加している。）